# Еренгаузен-ан-дер-Вайнштрасе
Еренгаузен-ан-дер-Вайнштрасе (нім. Ehrenhausen an der Weinstraße) — торгова громада в окрузі Лайбніц австрійської федеральної землі Штирія.

## Сусідні громади
|        | Вагна               |                    |
| Гамліц | Розташування        | Штрас-ін-Штаєрмарк |
|        | Кунгота ( Словенія) |                    |